# Andy Sutz
Andreas («Andy») Sutz (* 16. Mai 1981 in Schaffhausen) ist ein ehemaliger Schweizer Duathlet und Berg- sowie Marathonläufer. Er ist Powerman-Weltmeister auf der Duathlon-Langdistanz (2008), ETU-Duathlon-Europameister (2009) und ITU-Weltmeister auf der Duathlon-Langdistanz (2010).

## Werdegang
Der gelernte Bootsbauer ist seit 1997 als Duathlet aktiv. 2003 wurde er in Affoltern Dritter bei der U23-Weltmeisterschaft im Duathlon. Im September 2007 wurde er mit dem Schweizer Team Dritter bei den Berglauf-Weltmeisterschaften in Ovronnaz.

### Powerman-Weltmeister Duathlon-Langdistanz 2008
2008 konnte er im Duathlon den Powerman Zofingen in der Elite-Klasse (Profis) gewinnen.

2009 wurde er in Budapest auch Europameister auf der Duathlon-Kurzdistanz.

### ITU-Weltmeister Duathlon 2010
Im September 2010 wurde er in Zofingen ITU-Weltmeister auf der Duathlon-Langdistanz, nachdem er hier im Vorjahr schon Vize-Weltmeister geworden war.
Im September 2011 wurde er Dritter bei der wieder im Rahmen des Powerman Zofingen ausgetragenen Duathlon-Weltmeisterschaft. Im April 2013 wurde er in Holland Dritter bei der Duathlon-Europameisterschaft.
Der 35-Jährige wurde beim Powerman Zofingen im September 2016 Sechster bei der Weltmeisterschaft auf der Duathlon-Langdistanz. 2017 ging er wieder an den Start, konnte das Rennen aber nicht beenden. Seit 2017 tritt er nicht mehr international in Erscheinung.
Sutz lebt in Schaffhausen.

## Sportliche Erfolge

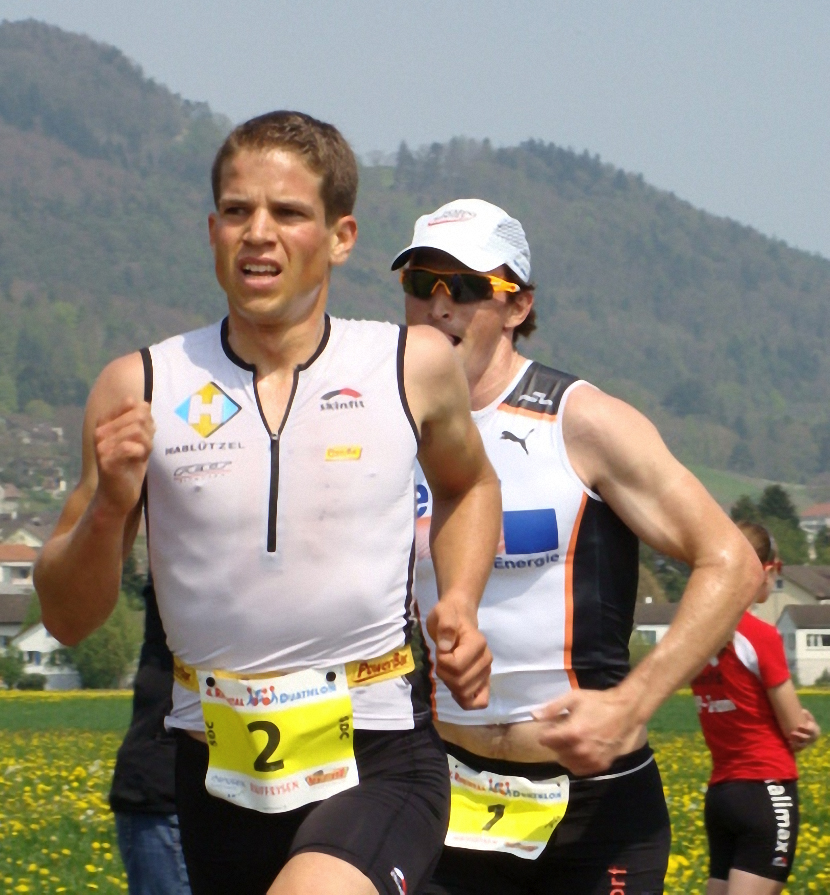
Andy Sutz beim Rheintal Duathlon – knapp vor seinem Landsmann und späteren Sieger Ronnie Schildknecht (2010)

| Datum/Jahr    | Rang | Wettbewerb                                     | Austragungsort    | Zeit       | Bemerkung |
| ------------- | ---- | ---------------------------------------------- | ----------------- | ---------- | --- |
| 3. Sep. 2017  | DNF  | ITU Long Distance Duathlon World Championships | Zofingen          | –          | Weltmeisterschaft auf der Duathlon-Langdistanz beim Powerman Zofingen                                                                  |
| 4. Sep. 2016  | 6    | ITU Long Distance Duathlon World Championships | Zofingen          | 06:44:33   | |
| 27. Okt. 2013 | 1    | Powerman Malaysia                              | Putrajaya         | 02:52:06   | [ 1 ] |
| 8. Sep. 2013  | 6    | ITU Long Distance Duathlon World Championships | Zofingen          | 06:30:22   | |
| 12. Mai 2013  | 2    | SUI Duathlon National Championships            | Schweiz           | 01:29:51   | Vize-Staatsmeister hinter Ronnie Schildknecht                                                                                          |
| 28. Apr. 2013 | 1    | Rheintal Duathlon                              | Marbach           | 00:49:52   | |
| 21. Apr. 2013 | 3    | Powerman Duathlon European Championships       | Horst aan de Maas | 02:41:27   | Duathlon-Europameisterschaft |
| 4. Sep. 2011  | 3    | ITU Long Distance Duathlon World Championships | Zofingen          | 06:18:28,9 | Dritter bei der im Rahmen des Powerman Zofingen ausgetragenen Duathlon-Weltmeisterschaft                                               |
| 21. Aug. 2011 | 2    | Powerman Austria                               | Weyer             | 03:39:32,2 | |
| 15. Mai 2011  | 2    | Intervall Duathlon Zofingen                    | Zofingen          | 01:29:08   | 4 km Laufen, 16 km Radfahren, 4 km Laufen, 16 km Radfahren und 4 km Laufen                                                             |
| 25. Apr. 2011 | 2    | Rheintal Duathlon                              | Marbach           | 00:49:28   | Zweiter hinter Ronnie Schildknecht |
| 24. Okt. 2010 | 3    | Powerman Italy                                 | Como              | 03:26:45   | 10 km Laufen, 80 km Radfahren und 10 km Laufen                                                                                         |
| 5. Sep. 2010  | 1    | ITU Long Distance Duathlon World Championships | Zofingen          | 06:19:03,0 | Sieg auf der Langdistanz beim Powerman Zofingen und damit ITU-Weltmeister Duathlon                                                     |
| 22. Aug. 2010 | 1    | Powerman Austria                               | Weyer             | 03:43:05,9 | |
| 30. Mai 2010  | 1    | Powerman Germany                               | Falkenstein       | 03:11:47   | 16 km Laufen, 60 km Radfahren und 8 km Laufen                                                                                          |
| 25. Apr. 2010 | 2    | Rheintal Duathlon                              | Marbach           |            | Zweiter hinter Ronnie Schildknecht |
| 8. Nov. 2009  | 1    | Powerman Malaysia                              | Seri Manjung      |            | |
| 23. Mai 2009  | 1    | ETU Duathlon European Championships            | Budapest          | 01:50:47   | Duathlon-Kurzdistanz-Europameister (10 km Laufen, 40 km Radfahren und 5 km Laufen) – neben der Britin Catriona Morrison bei den Frauen |
| 2009          | 3    | Powerman Austria                               | Weyer             | 03:34:27   | 15,5 km Laufen, 82,4 km Radfahren und 7,3 km Laufen                                                                                    |
| 2009          | 2    | Rheintal Duathlon                              | Marbach           |            | |
| 2009          | 2    | ITU Long Distance Duathlon World Championships | Zofingen          |            | |
| 2008          | 1    | Powerman Zofingen                              | Zofingen          | 06:29:44   | Sieger auf der Langdistanz (10 km Laufen, 150 km Radfahren und 30 km Laufen) – neben der Ungarin Erika Csomor bei den Frauen           |
| 27. Apr. 2008 | 1    | Rheintal Duathlon                              | Marbach           |            | |
| 24. Apr. 2008 | 2    | Powerman Austria                               | Weyer             |            | |
| 22. Sep. 2007 | 2    | Powerman Austria                               | Weyer             |            | |
| 4. Sep. 2005  | 3    | Powerman Austria                               | Weyer             | 03:22:52,8 | |
| 22. Aug. 2004 | 4    | Powerman Austria                               | Weyer             | 03:19:53,4 | |
| 31. Aug. 2003 | 3    | ITU Duathlon World Championship U23            | Affoltern         | 02:02:28   | |

| Datum/Jahr    | Rang | Wettbewerb                 | Austragungsort | Zeit     | Bemerkung                                           |
| ------------- | ---- | -------------------------- | -------------- | -------- | --------------------------------------------------- |
| 26. Aug. 2012 | 6    | Trans Vorarlberg Triathlon | Bregenz        | 04:17:57 | 1,2 km Schwimmen, 102 km Radfahren und 12 km Laufen |

| Datum/Jahr    | Rang | Wettbewerb                   | Austragungsort | Zeit | Bemerkung                                                                               |
| ------------- | ---- | ---------------------------- | -------------- | ---- | --------------------------------------------------------------------------------------- |
| 15. Sep. 2007 | 3    | Berglauf-Weltmeisterschaften | Ovronnaz       |      | Bronze in der Gruppenwertung mit Alexis Gex-Fabry, Sébastien Epiney und David Schneider |

(DNF – Did Not Finish)